# Retour à Samdal-ri
 (janvier 2024).
La mise en forme du texte ne suit pas les recommandations de Wikipédia : il faut le « wikifier ».
Les points d'amélioration suivants sont les cas les plus fréquents. Le détail des points à revoir est peut-être précisé sur la page de discussion.
- Les titres sont pré-formatés par le logiciel. Ils ne sont ni en capitales, ni en gras.
- Le texte ne doit pas être écrit en capitales (les noms de famille non plus), ni en gras, ni en italique, ni en « petit »…
- Le gras n'est utilisé que pour surligner le titre de l'article dans l'introduction, une seule fois.
- L'italique est rarement utilisé : mots en langue étrangère, titres d'œuvres, noms de bateaux, etc.
- Les citations ne sont pas en italique mais en corps de texte normal. Elles sont entourées par des guillemets français : « et ».
- Les listes à puces sont à éviter, des paragraphes rédigés étant largement préférés. Les tableaux sont à réserver à la présentation de données structurées (résultats, etc.).
- Les appels de note de bas de page (petits chiffres en exposant, introduits par l'outil «  Source ») sont à placer entre la fin de phrase et le point final[comme ça].
- Les liens internes (vers d'autres articles de Wikipédia) sont à choisir avec parcimonie. Créez des liens vers des articles approfondissant le sujet. Les termes génériques sans rapport avec le sujet sont à éviter, ainsi que les répétitions de liens vers un même terme.
- Les liens externes sont à placer uniquement dans une section « Liens externes », à la fin de l'article. Ces liens sont à choisir avec parcimonie suivant les règles définies. Si un lien sert de source à l'article, son insertion dans le texte est à faire par les notes de bas de page.
- La présentation des références doit suivre les conventions bibliographiques. Il est recommandé d'utiliser les modèles {{Ouvrage}}, {{Chapitre}}, {{Article}}, {{Lien web}} et/ou {{Bibliographie}}. Le mode d'édition visuel peut mettre en forme automatiquement les références.
- Insérer une infobox (cadre d'informations à droite) n'est pas obligatoire pour parachever la mise en page.

Pour une aide détaillée, merci de consulter Aide:Wikification.
Si vous pensez que ces points ont été résolus, vous pouvez retirer ce bandeau et améliorer la mise en forme d'un autre article.
Retour à Samdal-ri ( coréen : 웰컴투 삼달리) est une série télévisée sud-coréenne écrite par Kwon Hye-joo, réalisée par Cha Young-hoon et mettant en vedette Ji Chang-wook et Shin Hye-sun. La diffusion de la série a eu lieu sur JTBC du 2 décembre 2023 au 21 janvier 2024, chaque samedi et dimanche à 22h30 (heure normale de Corée, KST). Il est également disponible en streaming sur TVING en Corée du Sud et sur Netflix dans certaines régions,.

## Synopsis
Se déroulant sur l'île de Jeju, l'histoire tourne autour de deux amis d'enfance, Cho Yong-pil (Ji Chang-wook) et Cho Sam-dal (Shin Hye-sun). Après avoir perdu sa mère à cause d'un bulletin météo erroné, Yong-pil décide de devenir météorologue pour protéger les aînés de sa ville natale. Cependant, en raison de sa passion et de son refus de tolérer la désinformation, il acquiert la réputation d'un perturbateur obstiné. De l'autre côté, Sam-dal s'installe à Séoul avec le désir ardent de devenir une photographe de mode renommée sous le nom de Cho Eun-hye. Lorsque sa vie connaît soudainement des revers, elle retourne dans sa ville natale et renoue avec Yong-pil. Malgré un incident qui les avait séparés, les deux amis redécouvrent que leur affection mutuelle est toujours aussi puissante.

## Casting

### Principal
- Ji Chang-wook comme Cho Yong-pil : un météorologue à l'administration météorologique de l'île de Jeju[5].
- Shin Hye-sun comme Cho Sam-dal : un photographe dans l'industrie de la mode sous le nom du scénario Cho Eun-hye[5].

### Accompagnement

#### La famille de Sam-dal
- Kim Mi-kyung dans le rôle de Go Mi-ja : la mère de Sam-dal qui est une dirigeante de haenyo[6].
  - Chung Ye-jin dans le rôle de la jeune Go Mi-ja[7]
- Seo Hyun-chul dans le rôle de Cho Pan-sik : le père de Sam-dal qui est chauffeur de bus sur l'île de Jeju[8].
  - Lee Suk-hyeong dans le rôle du jeune Cho Pan-sik
- Shin Dong-mi dans le rôle de Cho Jin-dal : la sœur aînée de Sam-dal qui est une ancienne hôtesse de l'air[9].
- Kang Mi-na dans le rôle de Cho Hae-dal : la sœur cadette de Sam-dal[10].
- Kim Do-eun comme Cha Ha-yul : la fille de Hae-dal[8].

#### La famille de Yong-pil
- Yu Oh-seong dans le rôle de Cho Sang-tae : le père de Yong-pil qui travaille comme contractuel dans l'équipe des affaires civiles[8].
  - Yoo Hee-je dans le rôle du jeune Cho Sang-tae[11]
- Jung Yoo-mi dans le rôle de Bu Mi-ja : la défunte mère de Yong-pil[12].
  - Oh Woo-ri en tant que jeune Bu Mi-ja[13]

#### Cinq frères aigles
- Kang Young-seok dans le rôle de Boo Sang-do : le meilleur ami de Sam-dal et Yong-pil qui est un symbole de richesse dans le village. Il a le béguin pour Sam-dal depuis longtemps[14].
- Lee Jae-won dans le rôle de Wang Kyung-tae : le meilleur ami de Sam-dal et Yong-pil qui est agent de sécurité à l'administration météorologique de l'île de Jeju[15],[16].
- Bae Myung-jin dans le rôle de Cha Eun-woo : le meilleur ami de Sam-dal et Yong-pil qui est observateur à l'administration météorologique de l'île de Jeju[15],[16].

#### Les gens autour des trois sœurs
- Yang Kyung-won dans le rôle de Jeon Dae-young : l'ex-mari de Jin-dal et PDG d'AS Group[17].
- Kang Gil-woo dans le rôle de Go Cheol-jong : le secrétaire de Dae-yeong[18].
- Kim Min-chul dans le rôle de Gong Ji-chan : PDG du Dolphin Center, un groupe de protection des grands dauphins du sud de Jeju[19].

#### Les gens de Samdal-ri
- Baek Hyun-joo dans le rôle d'Oh Geum-sul : la mère de Kyung-tae qui est une haenyeo.[20]
- Kim Mi-hwa dans le rôle de Yang Bu-ja : la mère d'Eun-woo qui est une haenyeo.[21]
- Yoon Jin-seong dans le rôle de Jeon He-ja : la mère de Sang-do, haenyeo et propriétaire du meilleur restaurant de Jeju[17].
- Kim Ja-young dans le rôle de Yang Geum-ok : la grand-mère maternelle de Yong-pil qui souffre de démence[22].
- Yoo Sun-woong dans le rôle de Bu Dae-chun : le grand-père maternel de Yong-pil[23].
- Kim Hak-sun dans le rôle de Boo Dae-song : le père de Sang-do[23].
- Byun Jong-su dans le rôle de Wang Seong-gu : le père de Kyung-tae[23].
- Yoo Seung-il comme Cha Man-deok : le père d'Eun-woo[23].
- Sazal Mahamud dans le rôle de Kim Man-soo : un étranger à temps partiel au Lucky Convenience Store de Kyung-tae[23].

#### Administration météorologique de l'île de Jeju
- Lee Tae-hyung dans le rôle de Han Seok-gyu : le supérieur de Yong-pil qui est chef de division du département des prévisions[24].
- Kim Hyun-mok dans le rôle de Kang Baek-ho : le collègue de Yong-pil qui est prévisionniste du département des prévisions[24].

#### Les gens autour de Cho Eun-hye
- Jo Yun-seo dans le rôle de Bang Eun-ju : l'assistante de 3moon Studio et une photographe amateur qui invente une fausse plainte contre Sam-dal qui ruine sa carrière et la pousse à retourner dans sa ville natale[17].
- Han Eun-seong dans le rôle de Cheon Chung-gi : l'ex-petit-ami de Sam-dal qui est rédacteur en chef du magazine X.[25]
- Kim A-young dans le rôle de Go Eun-bi : les assistants de 3moon Studio[17].
- Lee Do-hye dans le rôle de Yang Ji-eun : les assistants de 3moon Studio[17].

### Apparition spéciale
- Kim Tae-hee dans son propre rôle[26],[27]
- Kim Dae-gon dans le rôle du journaliste An Kang-hyun[28]

## Production

### Casting
Le 19 juin 2023, la participation de Ji Chang-wook et Shin Hye-sun  à la série a été officiellement confirmée.

## Bande originale

### Partie 1
| Ep. | Date de diffusion originale | Part d'audience moyenne (Nielsen Corée), | Part d'audience moyenne (Nielsen Corée), |
| Ep. | Date de diffusion originale | Dans tout le pays                        | Séoul                                    |
| --- | --------------------------- | ---------------------------------------- | ---------------------------------------- |
| 1 | 2 décembre 2023             | 5.193% (1st)                             | 5.283% (1st)                             |
| 2 | 3 décembre 2023             | 5,276% (1st)                             | 5,552% (1st)                             |
| 3 | 9 décembre 2023             | 5,324% (1st)                             | 6,329% (1st)                             |
| 4 | 10 décembre 2023            | 6,509% (1st)                             | 7,255% (1st)                             |
| 5 | 16 décembre 2023            | 6,689% (1st)                             | 6,528% (1st)                             |
| 6 | 17 décembre 2023            | 8,295% (1st)                             | 9,2%                                     |
| 7 | 23 décembre 2023            | 6,382% (1st)                             | 6,6%                                     |
| 8 | 24 décembre 2023            | 7,913% (1st)                             | 7,9%                                     |
| 9 | 30 décembre 2023            | 8,109% (1st)                             | 8,8%                                     |
| 10 | 31 décembre 2023            | 8,227% (1st)                             | 8,7%                                     |
| 11 | 6 janvier 2024              | 7,282% (2nd)                             | 8,037% (1st)                             |
| 12 | 7 janvier 2024              | 9,788% (1st)                             | 10,597% (1st)                            |
| 13 | 13 janvier 2024             | 9,324% (1st)                             | 10,389% (1st)                            |
| 14 | 14 janvier 2024             | 10,068% (1st)                            | 10,790% (1st)                            |
| 15 | 20 janvier 2024             | 10,365% (1st)                            | 10,919% (1st)                            |
| 16 | 21 janvier 2024             | 12.399% (1st)                            | 13.081% (1st)                            |
| Moyenne | Moyenne                     | 7.946%                                   | 8.498%                                   |
| - Dans le tableau ci-dessus, les blue numbers représentent les notes les plus basses et les red numbers représentent les notes les plus élevées. - Cette série a été diffusée sur une chaîne câblée/télévision payante qui a normalement une audience relativement plus petite que celle des chaînes de télévision/diffuseurs publics gratuits ( KBS, SBS, MBC et EBS ). |                             |                                          |                                          |